# Aaron Lopez
Pour les articles homonymes, voir López.
Aaron Lopez (1731-28 mai 1782) est un marchand d'origine portugaise (marrane) s'étant établi et ayant fait commerce et fortune à Newport, Rhode Island dans le commerce d'huile de baleine et de  spermaceti puis le commerce d'esclaves.

## Biographie
En 1754, il se lance dans l'armement de navires marchands en s'associant avec celui qui deviendra son beau-père, un certain Jacob Rodriguez de Rivera.
En 1759, il posa la première pierre de la Synagogue Touro (Newport, Rhode Island), première synagogue en Amérique du Nord.
En 1761, il commence à s'engager dans le commerce des esclaves avec un brigantin et fait partie des plus importants marchands d'esclaves du continent américain,.
Sur un total de 149 navires armés pour le commerce, seulement 21 furent armés pour la traite négrière.
Il fut le second plus gros Négrier Juif de toute l'histoire de la Traite Négrière avec 21 expéditions sur une période de 16 années (1760-1776), soit 4,3% des 488 expéditions au départ de Newport, et soit 2,22% des 945 expéditions négrières au départ du Rhode Island. (Sources ?)